# Kushiel
Kushiel signifiant « Celui qui est rigide et sert Dieu » est un ange qui punit les pécheurs aux enfers dans le folkore judéo-chrétien.

## Dans les écrits hébreux
Kushiel est l'un des sept anges punisseurs avec Hutriel, Lahatiel, Makatiel, Puriel, Rogziel et Shoftiel. En tant que "Président des anges de l'enfer" il punit les pécheurs à l'aide d'un fouet enflammé.